# Jiří Pecka
Jiří Pecka (Praga, 4 de junho de 1917 — Praga, 12 de maio de 1997) foi um canoísta checo especialista em provas de velocidade.

## Carreira
Foi vencedor da medalha de prata em C-2 10000 m em Londres 1948, junto com o seu colega de equipa Václav Havel.